# Диана Йоргова
Диана Йоргова е български спортист в дисциплината скок на дължина, Заслужил майстор на спорта. Сребърен медалист на Олимпийските игри в Мюнхен.

## Биография
Диана Йоргова е родена на 9 декември 1942 г. в гр. Ловеч. Още като ученичка е активна спортистка по лека атлетика. Средно образование завършва в ССУ „Тодор Кирков“, Ловеч (1961). Състезател на ДФС „Христо Кърпачев“ в дисциплината скок на дължина. Майстор на спорта от 1961 г.
Влиза в националния отбор по лека атлетика. Европейски вицешампион по скок на дължина (1966) и шампион в зала (1973). На Летните олимрийски игри в Токио заема шесто място (1964). Олимпийски вицещампион на Летните олимпийски игри през 1972 г. в Мюнхен с резултат 6,77 м. след голяма спортна надпревара с германката Хайди Розендал, разлика от 1 см. и спорно съдийско решение. Диана Йоргова приема с достойнство решението и спечелва уважението на своята съперничка, журналистите и спортната общественост.  Заслужил майстор на спорта. На два пъти заема третото място в годишната класация Спортист на годината на България (1961, 1962). През 1974 г. е обявена за „Атлет на десетилетието“
По време на летните олимпийски игри в Токио сключва граждански брак с големия български гимнастик Никола Проданов. Кум на сватбата състояла се в олимпийското село е президента на Международния олимпийски комитет Ейвъри Бръндидж. От брака си имат две деца.
През 2002 г. отказва награда на Министъра на спорта заради слабата държавна политика в областта на спорта и апелира за създаване на пенсионен фонд за заслужилите спортисти. Дарява своите спортни награди на Музеят на спорта в София (2003).
На 24 април 2012 г. е провъзгласена за Почетен гражданин на Ловеч „за утвърждаване престижа на българския спорт пред национални и международни институции и по повод нейната 70-годишнина“. Не приема званието със заявлението „Мило е, че спортните ми резултати не са забравени и искрено благодаря на Ловеч за тази висока чест. Но не мога да я приема. Идвам при вас с благодарност и молба да приемете решението ми с разбиране и без огорчение. Много отдавна нямам никакъв принос към Ловеч, от почти половин век не живея тук и от 39 години съм се разделила с големия спорт“.